# OMSI
OMSI: Der Omnibussimulator (también conocido como OMSI: The Bus Simulator
o solamente OMSI) es un simulador de autobús para ordenador lanzado el 18 de febrero de 2011, desarrollado por Marcel Kuhnt y Rüdiger Hülsmann (también conocidos como M-R-Software). El simulador fue lanzado en un principio como descarga, luego después de fue lanzado y publicado en DVD-ROM por Aerosoft (famosa distribuidora de contenido para simuladores de vuelo, tren, autobús y otros juegos).

## Acerca del juego
OMSI no incluye misiones o niveles a ser pasados. Es un simulador libre donde puede definirse desde el autobús, hasta el local, fecha, hora y clima. Cuenta con un esquema de horarios opcionales, donde usted debe transportar los pasajeros y cumplir con los horarios en la tabla.

### Autobuses
Aunque sea un simulador simple y sin muchos detalles gráficos, OMSI cuenta con dos autobuses detallados: MAN SD200 y SD202 con algunas versiones variadas. En ellos el jugador puede tanto conducir como también vender pasajes a la vez. Son los únicos modelos de autobuses que el simulador dispone.

### Mapas
El simulador cuenta con dos mapas: 
- Grundorf: Un pequeño pueblo ficticio que fue hecho para que el jugador pueda practicar su conducción;
- Berlín-Spandau: Una recreación de la región Spandau en Berlín en 1989.

### Addons
OMSI dispone de varios addons y contenidos extras, la mayoría de ellos son freeware (gratuitos) y son creados por los propios jugadores, que diseñan autobuses, mapas o sonidos de un motor específico. También hay addons payware (pagados) que son grandes recreaciones detalladas de ciudades europeas, y autobuses.

## OMSI 2
A finales de 2012 en la web oficial del OMSI, los desarrolladores anunciaron una segunda entrega que tendría de título OMSI 2, una nueva versión con más posibilidades, de entre ellas, un autobús articulado, física y sonidos mucho más realistas, y más opciones de programación para quienes crean autobuses para el juego. OMSI 2 fue lanzado el día 12 de diciembre de 2013.